# میسوزو یامادا
میسوزو یامادا (انگلیسی: Misuzu Yamada؛ زادهٔ June 10) صداپیشه است. وی از سال ۲۰۲۰ میلادی تاکنون مشغول فعالیت در ژاپن بوده‌است.